# В очікуванні Боджанґлса (фільм)
«В очікуванні Боджанґлза» (фр. En attendant Bojangles) — французько-бельгійська романтична драма 2021 року режисера Реґіс Ренсар, у головних ролях Ромен Дюріс, Віржині Ефіра та Грегорі Ґадебуа. Це екранізація однойменного роману Олів'є Бурдо.

## Акторський склад
- Ромен Дюріс — Жорж Фуке
- Віржині Ефіра — Каміль Фуке
- Грегорі Ґадебуа — Чарльз, орден
- Солан Мачадо-Гранер — Гері Фуке
- Фаб'єн Шодо — Марі-Франсуаза
- Еліза Майо — Франсін
- Франсуа Раффено — гостя коктейльної вечірки
- Орелія Петі — вчителька
- Крістіан Амері — флорист
- Жан-П'єр Дюран — начальник пожежної охорони
- Міло Мачадо-Гранер — Олександре
- Ірен Ісмаїлов

## Рецепція
Боббі Лепайр з Film Threat поставив стрічці оцінку 10 із 10 і назвав її «заворожуючою від початку до кінця».
Рей Гілл з Willamette Week оцінив фільм на 4 зірки з 4 і назвав його «непростою гострою поїздкою, повною невизначеності, якою має бути будь-яка велика історія кохання».
Калум Марш з The New York Times писав, що «Бачення життя, сповненого безмірної радості та пристрасті — життя, прожитого виключно заради любові, без обмежень і умовностей — прекрасне», і хоча фільм «постійно ризикує здатися сентиментальним або, що ще гірше, трохи банальним», це «гідна захоплення проблема».
Крісті Лемір з RogerEbert.com оцінила фільм на 2 зірки з 4 і написала, що, попри «харизматичні» та «віддані» виступи Дуріса та Ефіри, фільм витрачає «значну частину» свого «надто тривалого» часу на зображення психічної хвороби як «чарівної індивідуальної примхи, джерела веселої вечірки, навіть гламурної якості», і що як тільки «пінистий французький роман перетворюється на більш серйозну драму» вона «стає напруженою, викликаючи різку зміну тону».
Джош Купецкі з The Austin Chronicle оцінив фільм у 2 зірки з 5, написавши, що хоча фільм «виглядає чудово, а Ренсард майстерно пробирається крізь натовпи відвідувачів вечірок, розміщених у яскравих, обжитих просторах та екзотичних локаціях», а Ефіра «продовжує свою серію видатних виступів», вона «в кінцевому підсумку погано послужила своєму персонажу і фільму, які позбавили історію будь-якої глибини, яку вона намагається прищепити, парадоксальним чином не будучи знятими достатньою мірою».